# 野添北公園
野添北公園（のぞえきたこうえん）は兵庫県播磨町にある都市公園。愛称は「であいの森」。

## 概要
土山駅南口から兵庫県立考古博物館と大中遺跡公園に至る緑道「であいのみち」沿い、円満寺の南隣に位置する。
園内は広場「はだしの森」を中心とし、その周囲に人工池と人工滝、丘陵、現代日本庭園、アスレチック遊具のある「ちびっ子広場」が配置されている。

## 蓬生庵
公園管理事務所の「野添北公園パークセンター」が置かれる建物で、日本庭園内にある。その名称は荀子の「蓬、麻の中に生ずれば、扶けずして直し」から命名されたとされる。当施設は、茶会や研修会を開くことができる仕様になっている。

### 利用情報
- 開館時間 - 9時から21時まで
- 休館日 - 年末年始（12月28日から1月4日まで）

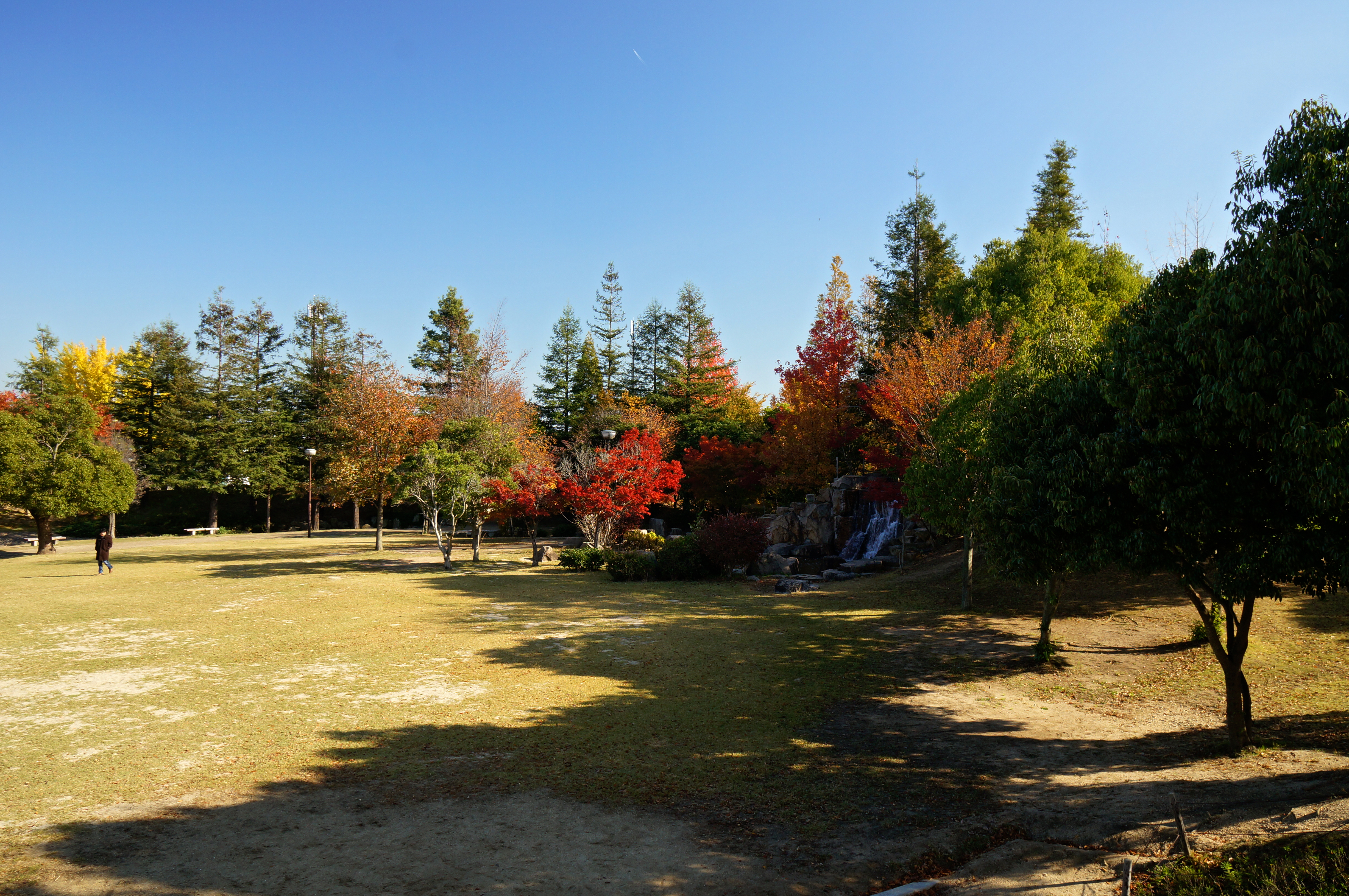
はだしの森
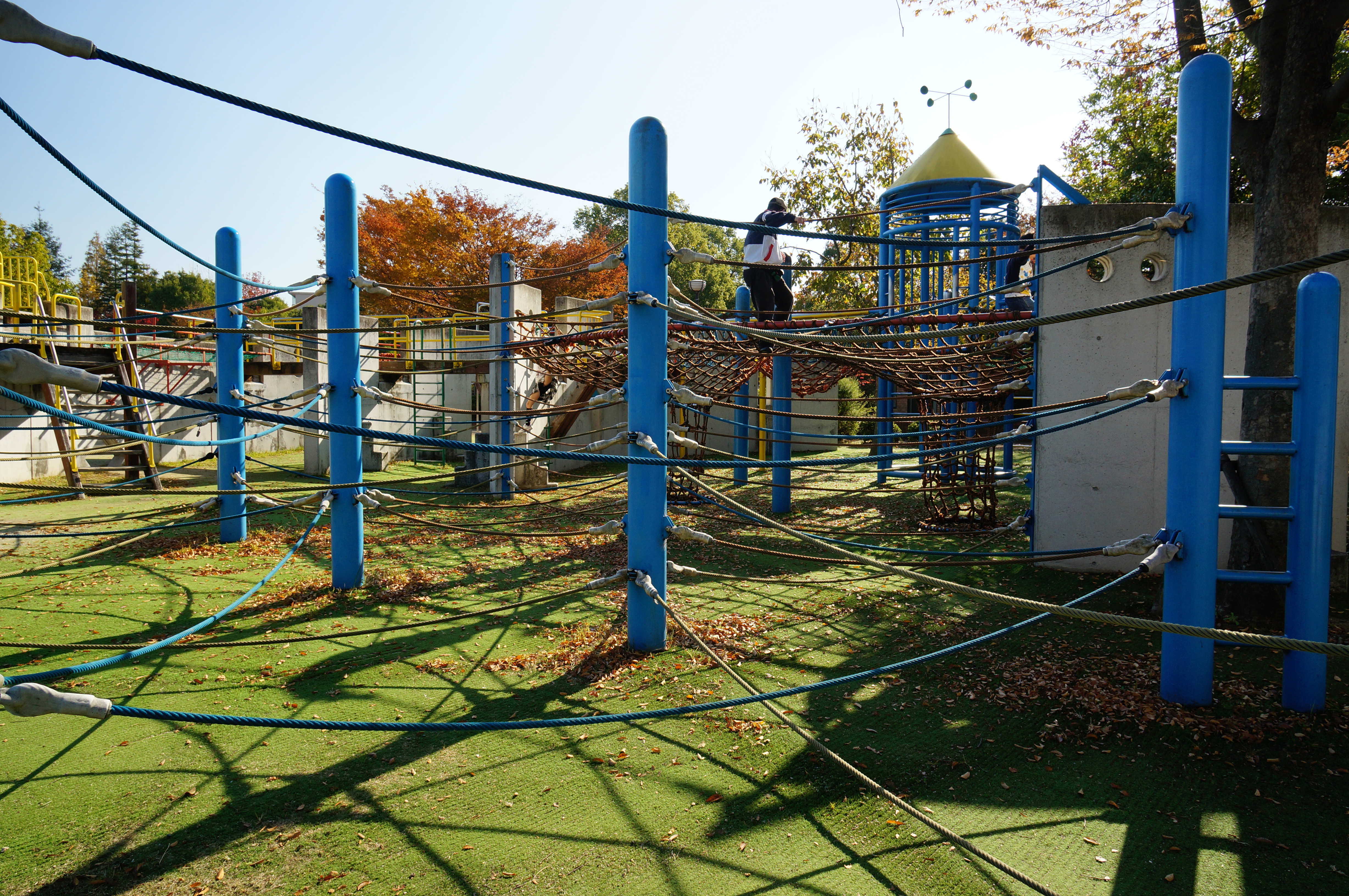
ちびっ子広場
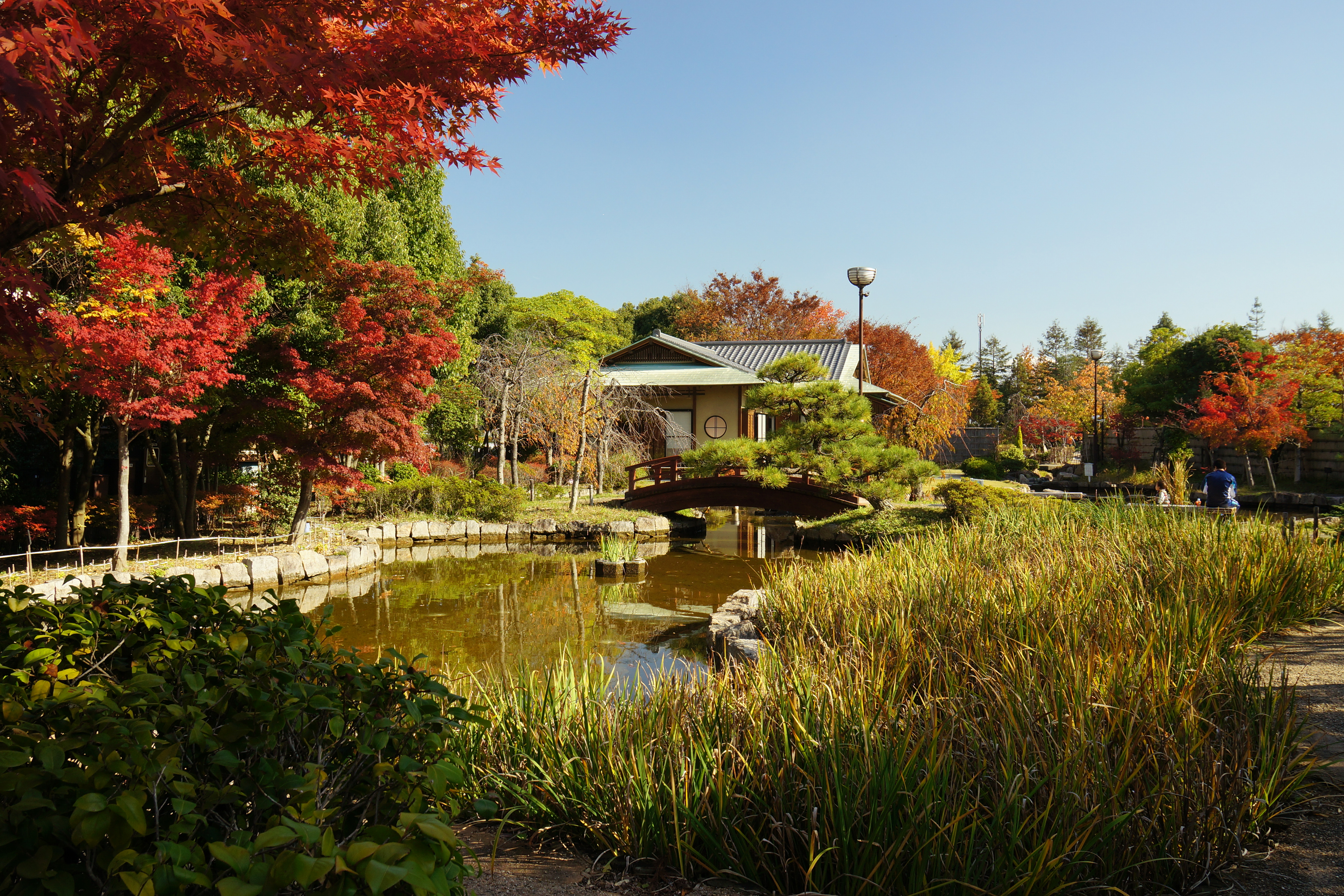
日本庭園と蓬生庵

## 交通アクセス
- JR神戸線（山陽本線）土山駅下車徒歩約8分

## 周辺
- 野添であい公園（西隣） - 2004年04月オープンの都市公園
- 円満寺（北隣）
- 大中遺跡、大中遺跡公園（徒歩3分）
- 兵庫県立考古博物館（徒歩3分）
- 播磨町郷土資料館（徒歩4分）